# نیو میر
نیو میر (به هلندی: Nieuwe Meer) یک منطقهٔ مسکونی در هلند است که در هارلمرمیر واقع شده‌است.